# Vocalise
Vocalise é um exercício vocal que consiste em cantar sobre uma ou mais vogais, várias linhas melódicas com notas especificamente arranjadas como prática didática. Também é a parte vocal sem palavras da música polifônica do Século XIII e XIV, quando a música não possuía texto.

## Histórico
Vocalises já existiam em meados do Século Dezoito. Numa seleção de canções de Jean-Baptiste Lully e Jean-Philippe Rameau, Jean-Antoine Bérard publicou em 1755 o método, L'art du chant. Jean acreditou que certas canções destes compositores tinham valores para exercício vocal. Acompanhando as canções do método, havia instruções para aperfeiçoamento das técnicas que as canções exigiam. 
No Século XIX, a tradição se alastrou, com estudos vocais sem palavras com acompanhamento de piano até com certo nível de complexidade na parte do piano, com intenções, assim, de inspirar o cantor a interpretar o exercício mais artisticamente.

## Exemplos de vocalises famosos

### Vocalise de Rachmaninoff
Um dos melhores exemplos de vocalise é o Vocalise Op. 34 nº 14, escrito por Sergei Rachmaninoff, em 1912, para a soprano Antonina Nezhdanova. Esta obra de arte já foi gravada inúmeras vezes e adaptada para outros tipos de vozes também, assim como já foi arranjada para orquestra e até instrumento solo.

### Bachiana Brasileira Nº5
A Ária, Cantilena, que abre a Bachiana nº5 de Heitor Villa-Lobos, escrita em 1938, apresenta um longo vocalise para soprano acompanhado de um grupo de violoncelos. Uma melodia romântica e nostálgica, lentamente acompanhada pelos pizzicatos dos instrumentos. Esta é também outra obra que já foi gravada por artístas de renomes internacional. Talvez seja mesmo a peça mais popular de Villa-Lobos fora do Brasil.